# 외국 대리인
외국 대리인 또는 외부 에이전트(foreign agent)는 일반적으로 외교 사절단의 공식 자격으로 일하는 사람들에게 제공되는 보호 범위를 벗어나 다른 호스트 국가에 있는 동안 외국 당사자의 이익을 적극적으로 수행하는 개인 또는 단체이다.
외국 대리인은 호스트 국가의 시민일 수 있다. 현대 영어에서 'foreign host'라는 용어는 일반적으로 경멸적인 의미를 갖는다. 외국 정부의 비밀 요원으로도 알려진 비밀 외국 요원은 일부 국가에서 간첩 행위에 관여한 것으로 추정될 수 있다.

## 적법성
일부 국가에서는 공공연하게 행동하는 외국 대리인의 활동을 합법화하는 공식 절차를 갖추고 있다. 외국 대리인에 적용되는 법률은 국가마다 크게 다르며, 인지된 국익에 따라 국가 내에서 선택적 집행이 우선할 수 있다.